# Angoulême
Angoulême är en stad och kommun i departementet Charente i regionen Nouvelle-Aquitaine i västra Frankrike. Kommunen är chef-lieu för kantonerna Angoulême-Est, Nord och Ouest och arrondissementet Angoulême och är préfecture för departementet Charente. År 2022 hade Angoulême 41 423 invånare.

## Beskrivning
Angoulême ligger vid floden Charente. I Angoulême finns en romansk katedral från cirka 1105.
Angoulême grundades som stad på 400-talet. På 800-talet blev staden huvudort i grevskapet Angoumois.
En av världens största seriefestivaler äger årligen rum i Angoulême.

## Befolkningsutveckling
Antalet invånare i kommunen Angoulême
Referens:INSEE

## Galleri

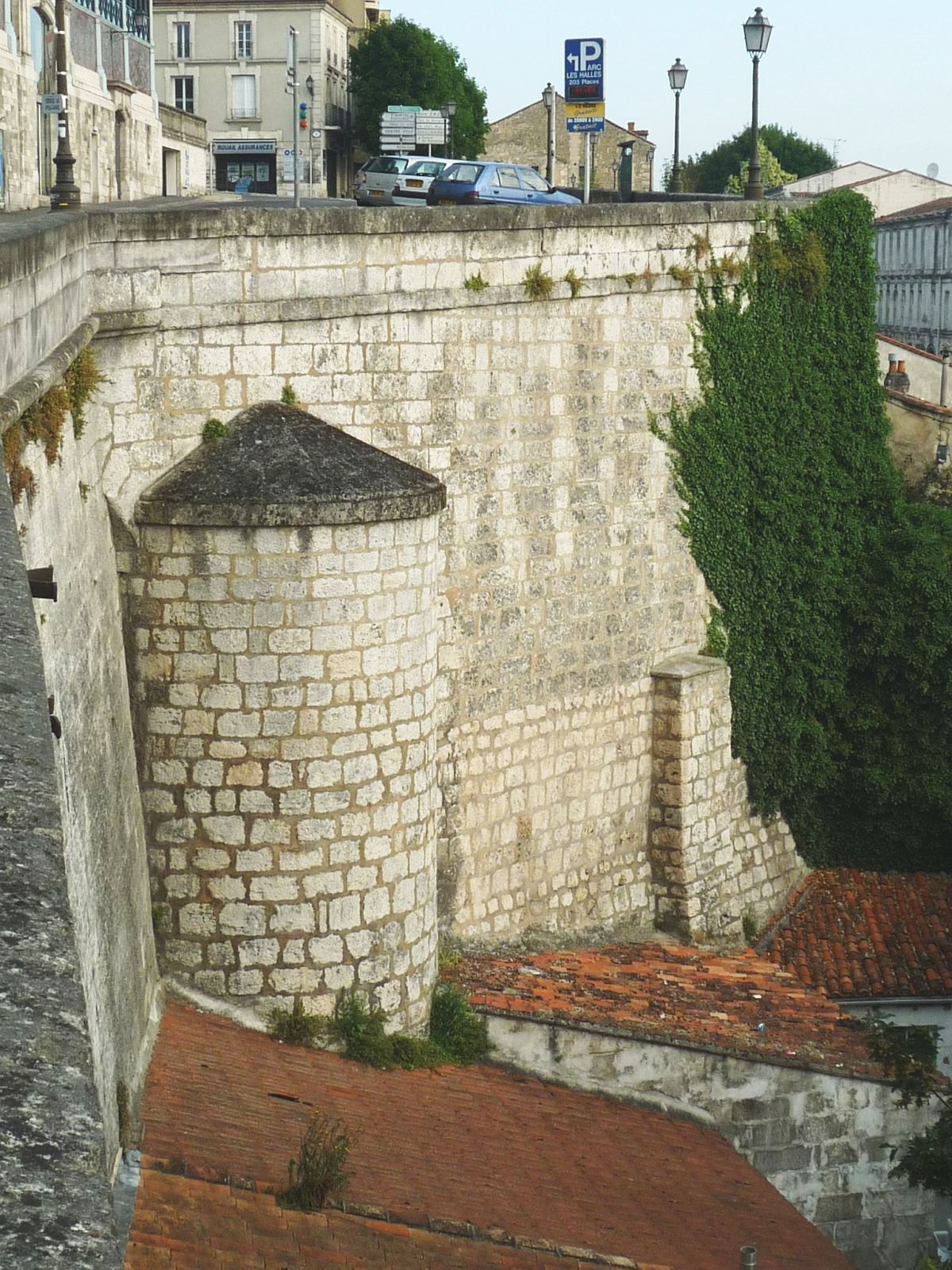
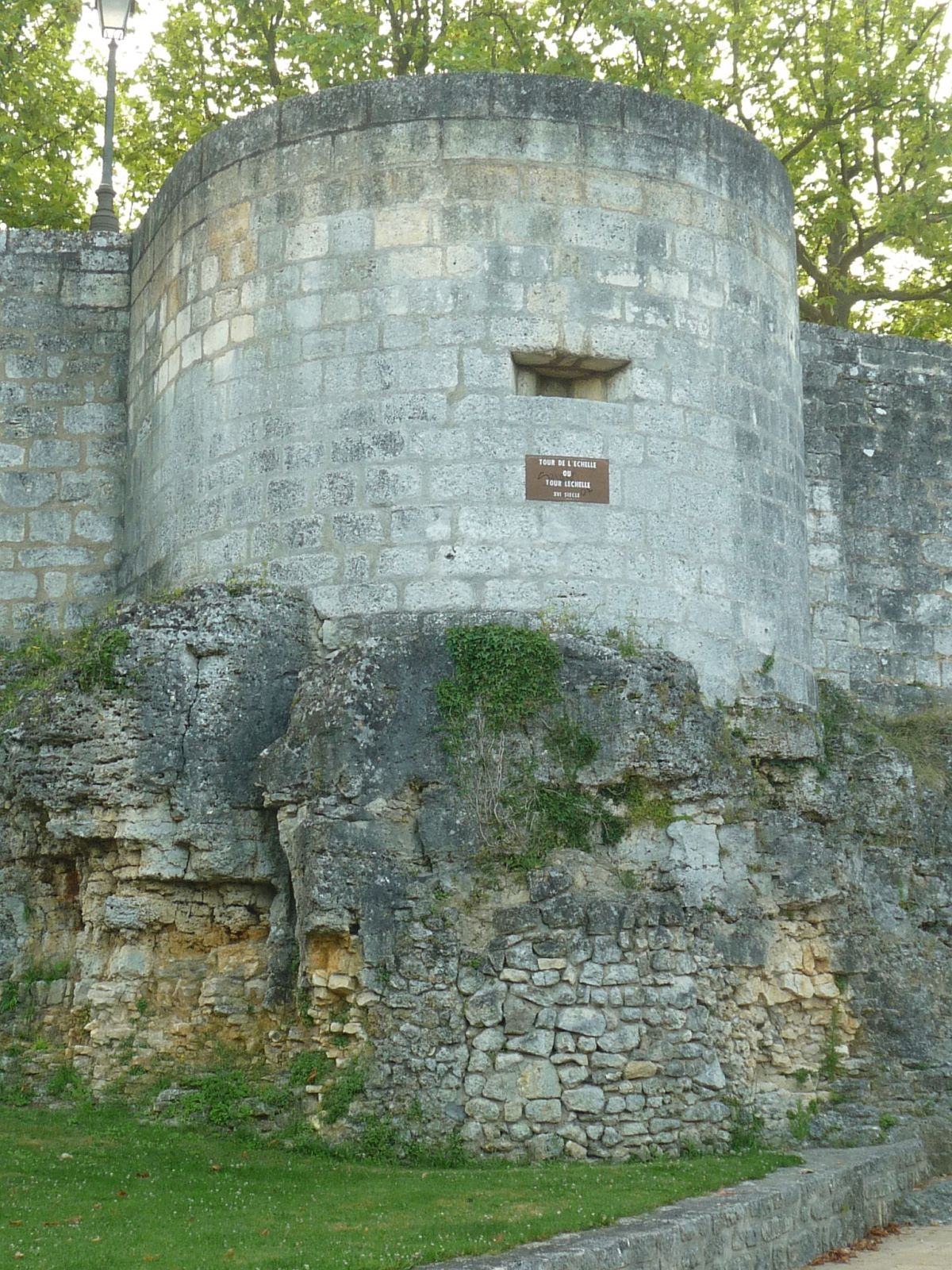
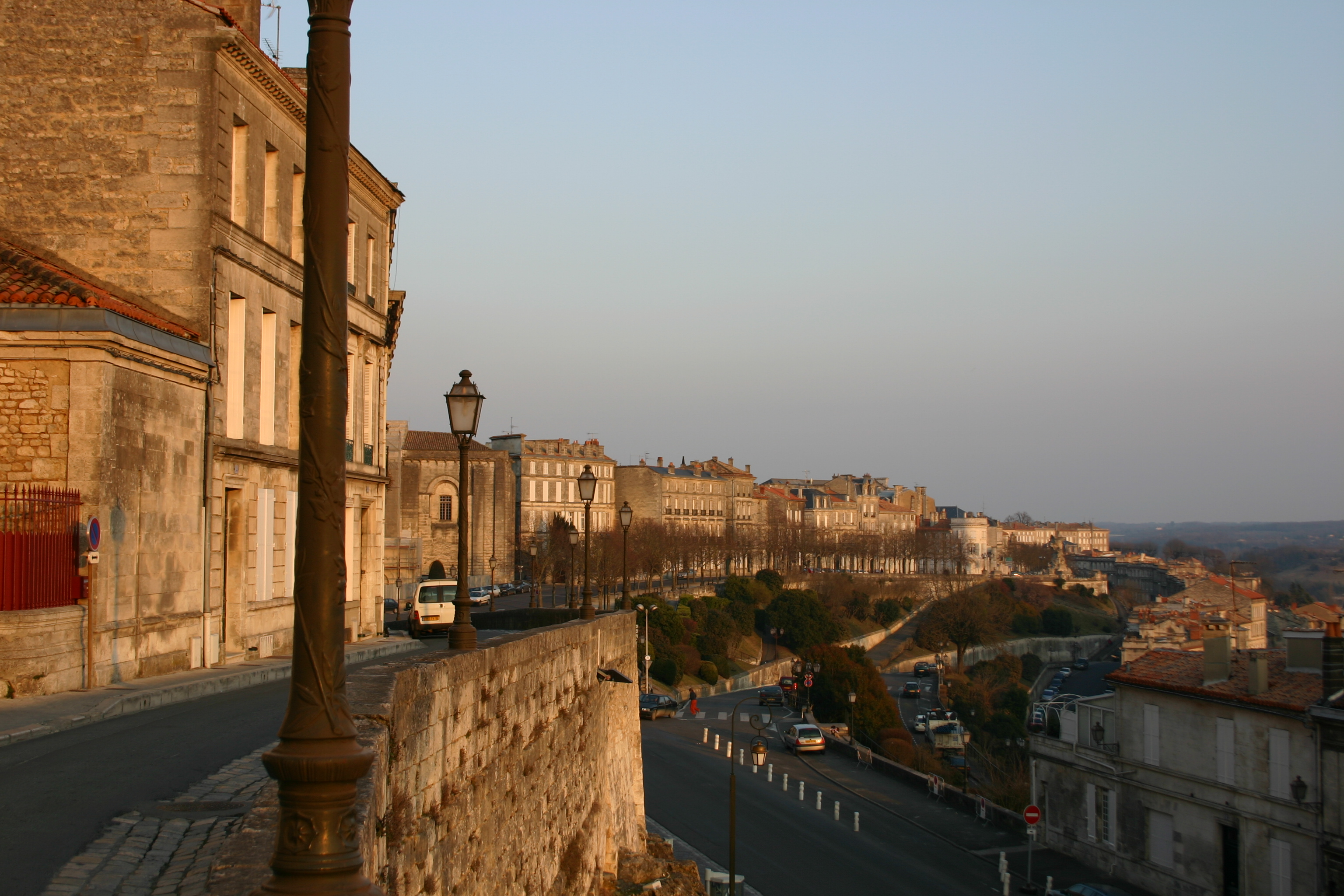
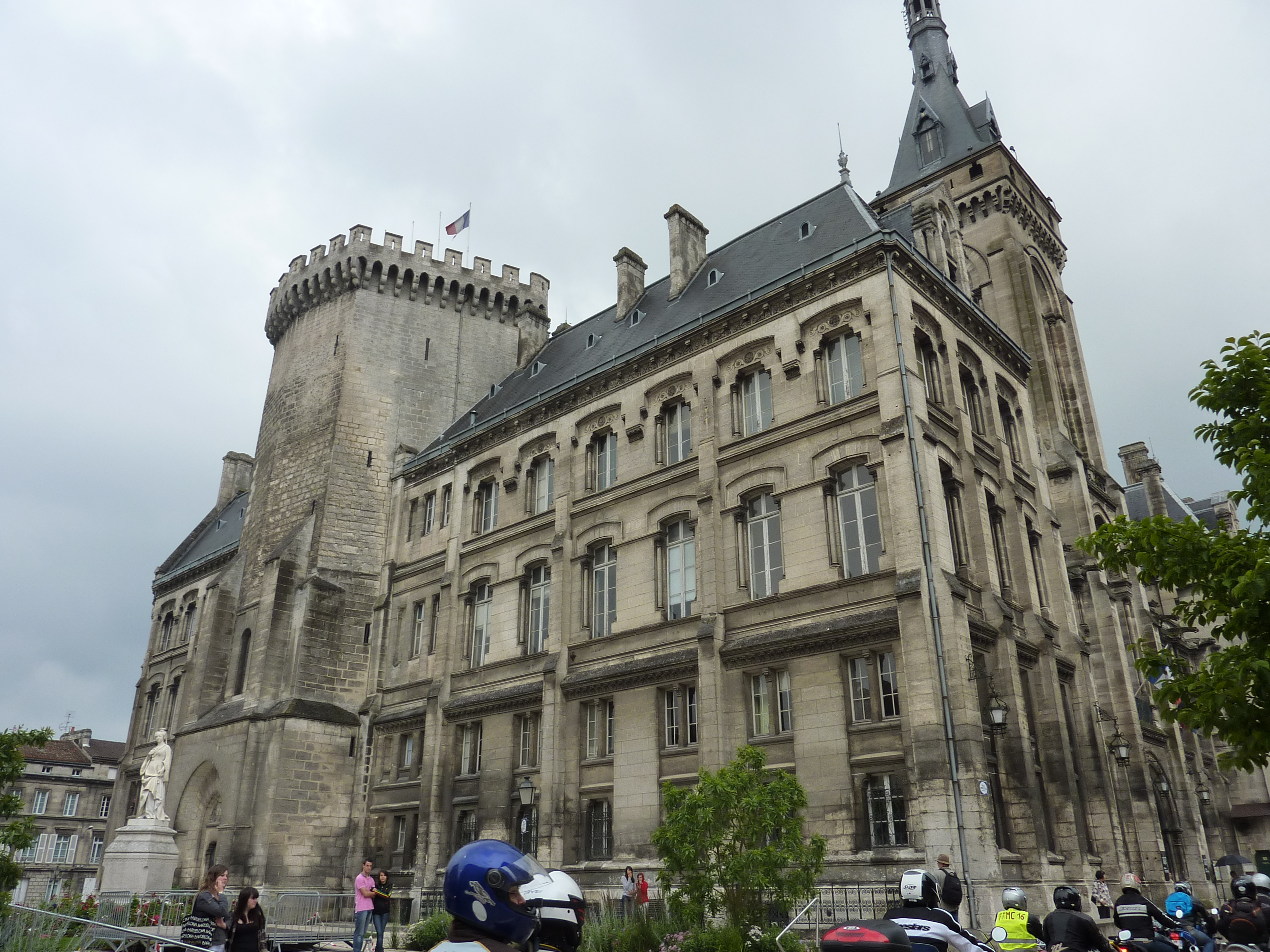
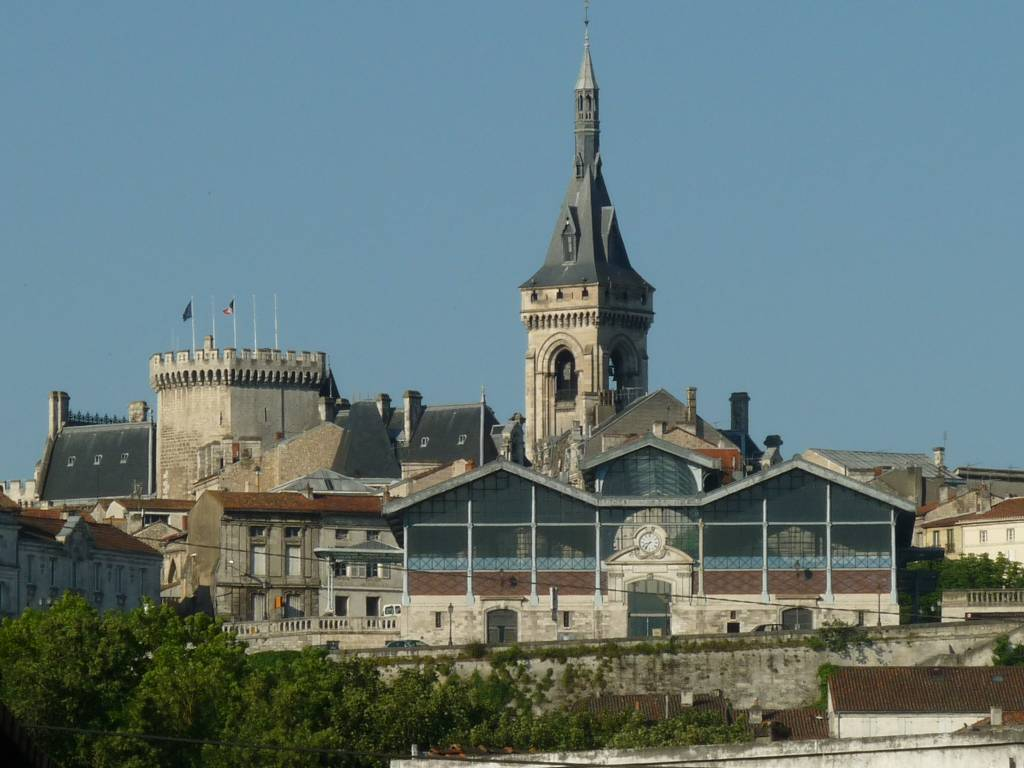
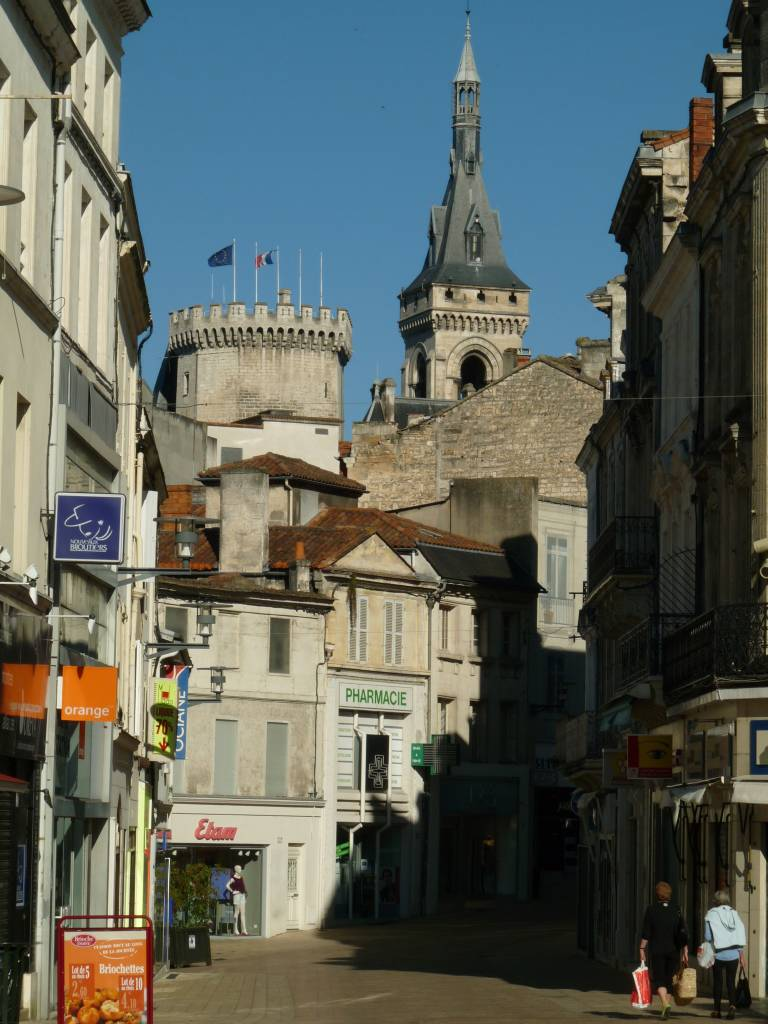
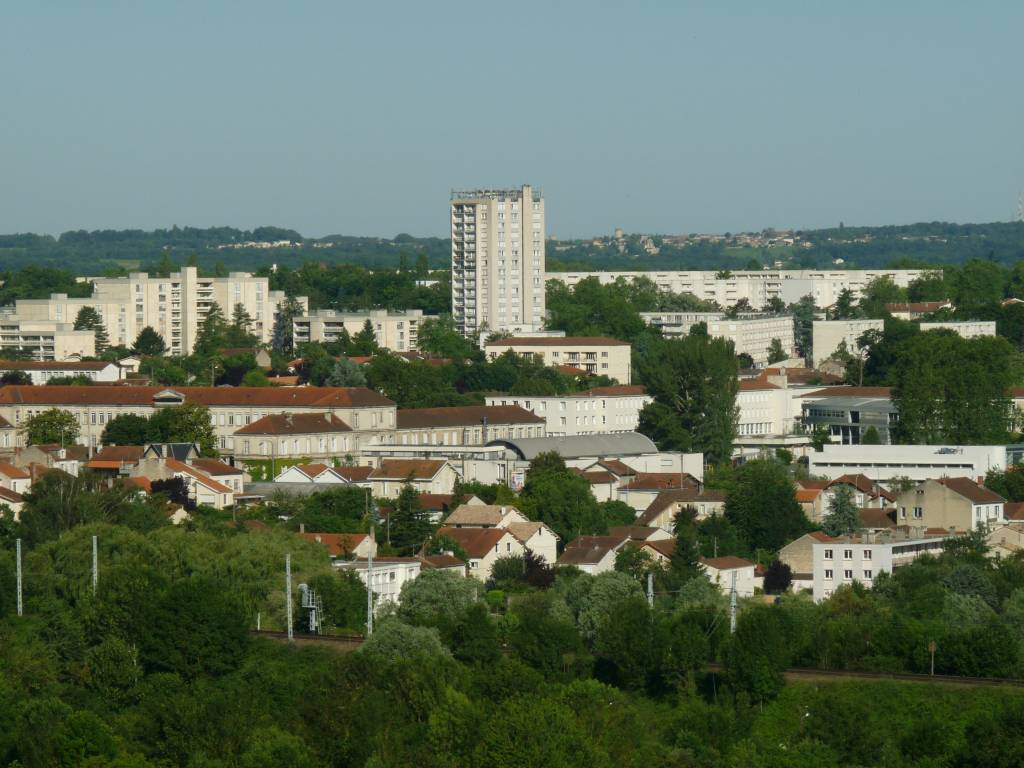
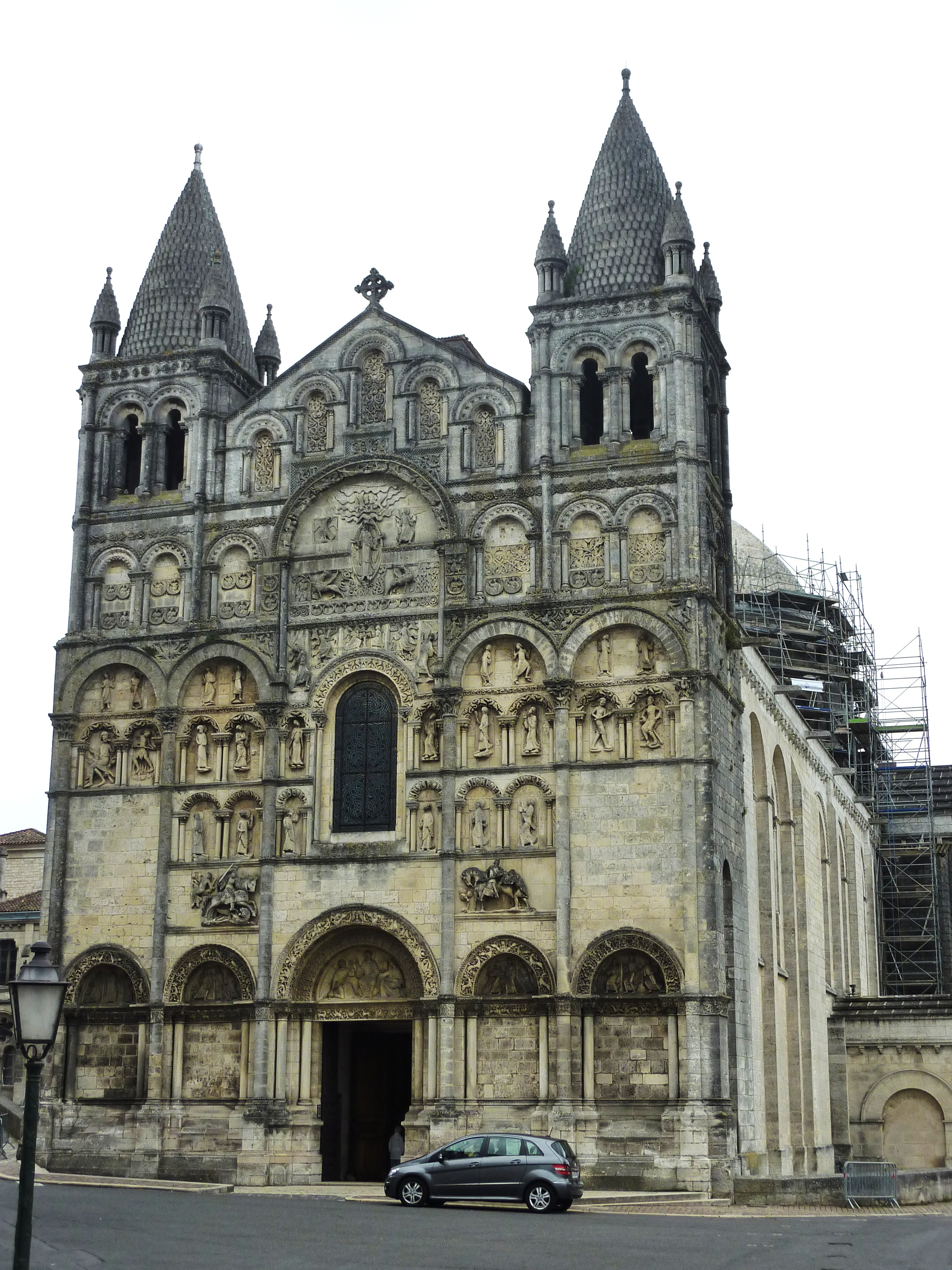
Saint-Pierrekatedralen
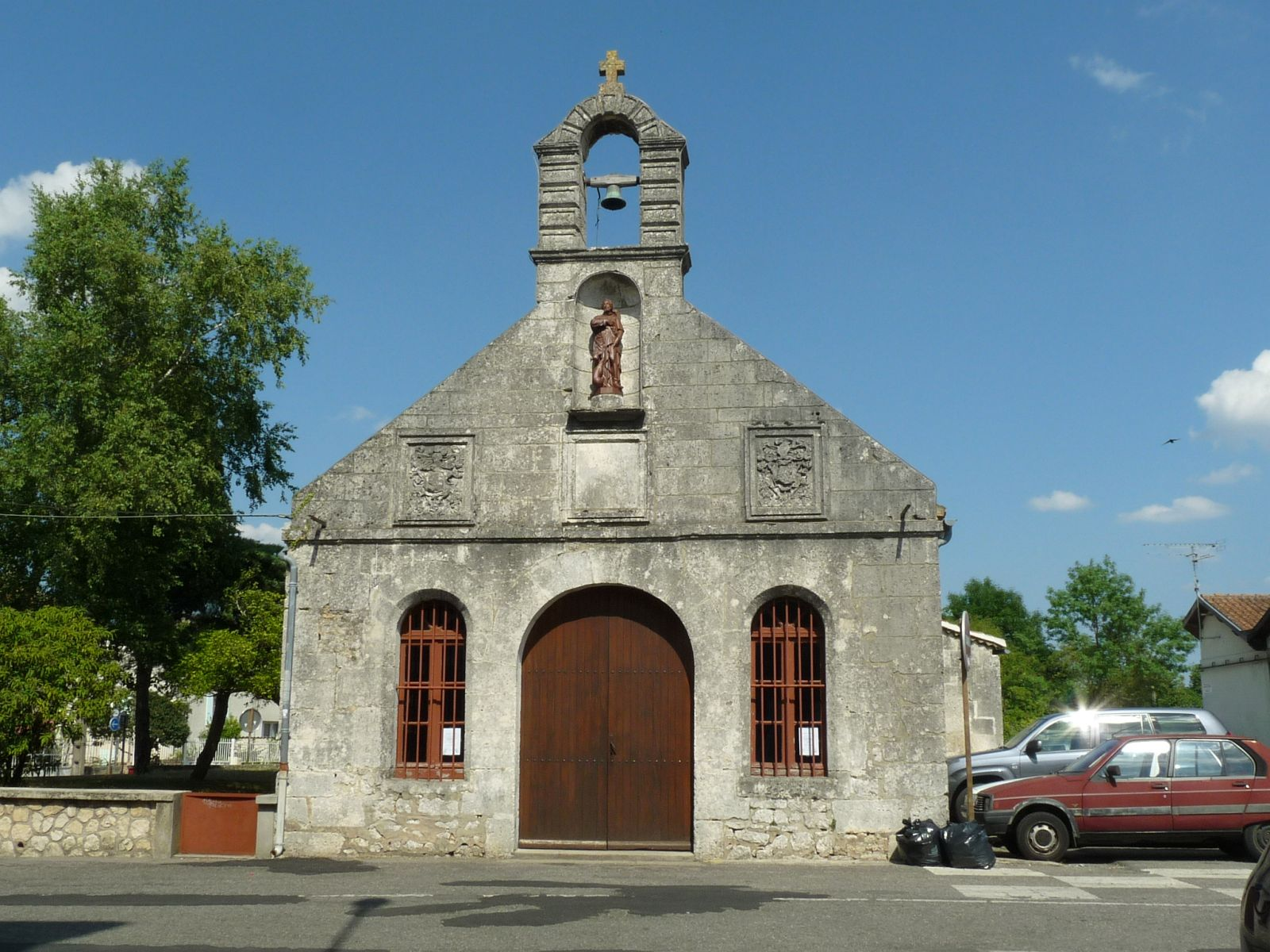
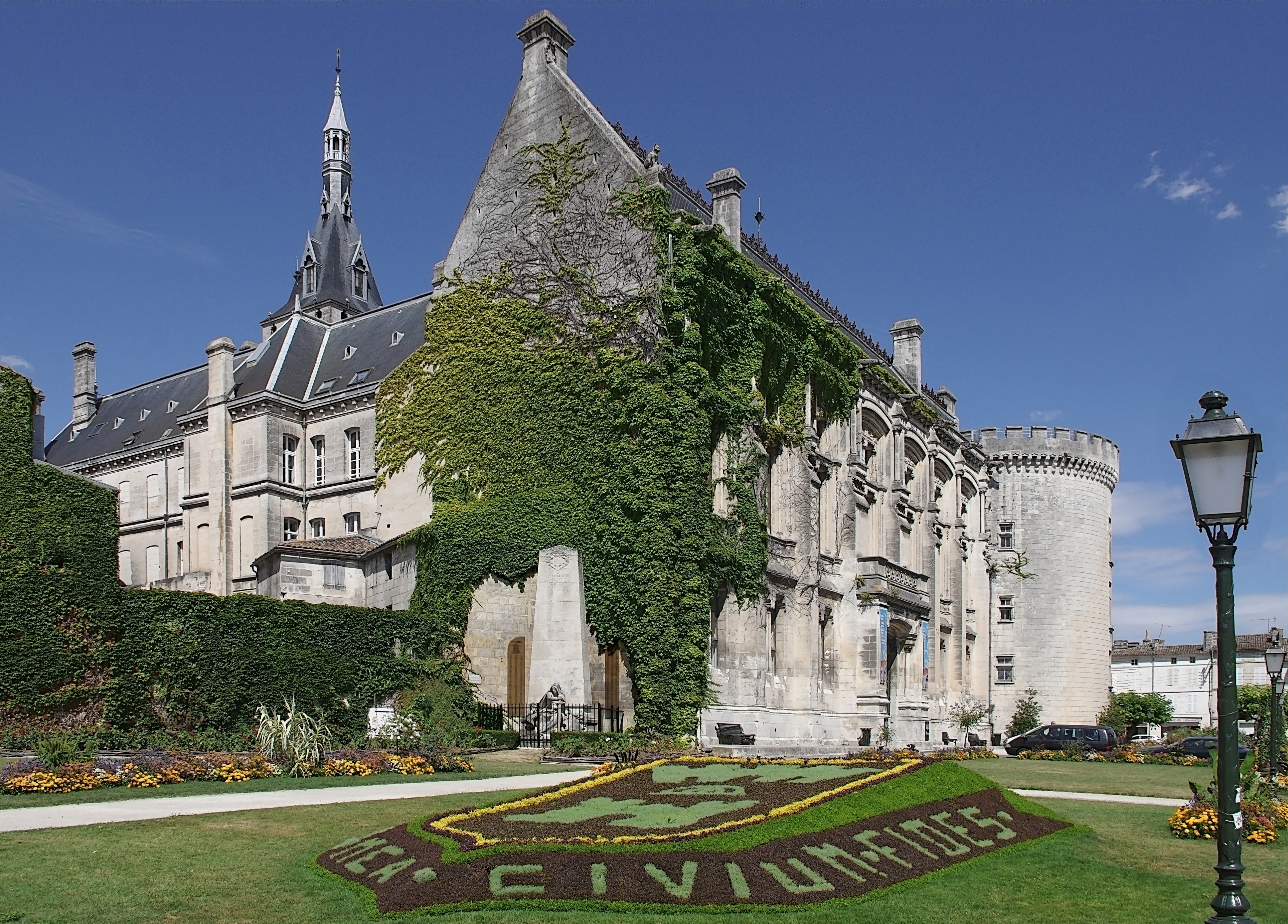